# ديفيد هيل (لاعب اتحاد الرغبي)
ديفيد هيل (بالإنجليزية: David Hill)‏ هو لاعب اتحاد الرغبي نيوزيلندي، ولد في 31 يوليو 1978 في بلنهيم في نيوزيلندا.

## وصلات خارجية
- دايفيد هيل عل موقع إسبنسكروم (الإنجليزية)
- دايفيد هيل على موقع ItsRugby.co.uk (الإنجليزية)